# Pycnonotus cafer
El bulbul cafre o bulbul ventrirrojo (Pycnonotus cafer) es una especie de ave paseriforme de la familia Pycnonotidae. Se distribuye por todo el subcontinente indio, incluyendo Sri Lanka, extendiéndose al este de Birmania y partes del Tíbet. Ha sido introducido en otras partes del mundo y se ha establecido en la naturaleza en varias islas del Pacífico, en algunas partes de Dubái, en los Emiratos Árabes Unidos y Nueva Zelanda.

## Taxonomía

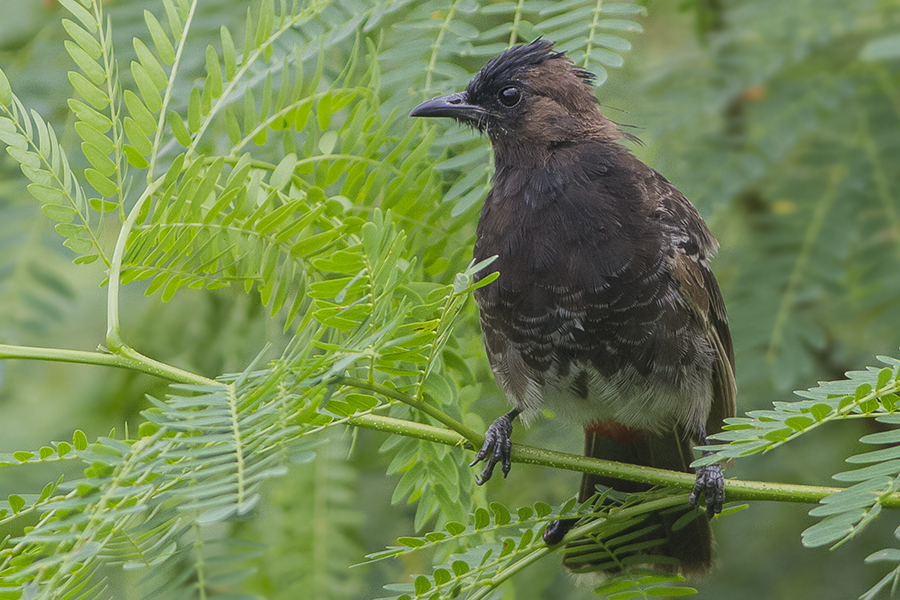
Ejemplar juvenil de P. c. bengalensis en Calcuta, Bengala Occidental, India.

Fue descrito originalmente por Linneo en 1766. Varias poblaciones de esta especie se describen como subespecies. La subespecie nominal se encuentra en el sur de la India. La localidad tipo de Puducherry fue designada por Erwin Stresemann. La población en la parte occidental es intermedius y se encuentra en Cachemira y Kohat hasta la cordillera de la Sal y a lo largo de los Himalayas a Kumaon. La subespecie bengalensis se encuentra en el Himalayas desde el este de Nepal a Assam. En el sur de estas dos formas está pallidus al sur oeste de Ahmednagar y saturatus a lo largo del este y sur del Godavari. No hay límites precisos para las diferencias raciales y trabajos recientes no reconocen saturatus (designado por Whistler & Kinnear, 1932 para el noreste de la India peninsular) pero se acepta la forma desértica humayuni (anteriormente nombrado pallidus) de Sindh y el noroeste de la India, al noreste de la India stanfordii (=stanfordi Deignan, 1949) y la raza haemorrhous de Sri Lanka (=haemorrhousus (J. F. Gmelin, 1789) ). La subespecie melanchimus se encuentra en el sur de Birmania y el norte de Tailandia.
La subespecie chrysorrhoides se halla en China. Dos razas anteriormente designadas nigropileus en el sur de Birmania y burmanicus en el norte son consideradas actualmente híbridos.

## Descripción

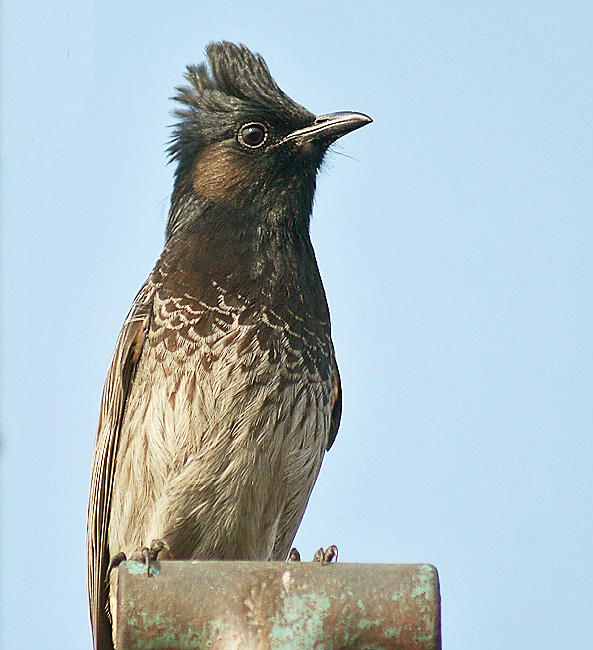
Especie bengalensis

Se identifica fácilmente por su penacho corto que le da a su cabeza una apariencia cuadrada. El cuerpo es de color pardo oscuro con un patrón escado, por tener los bordes de las plumas claros, mientras que la cabeza es parda oscura o negra uniforme. Su obispillo es blanco y su zona cloacal es de color rojo. Tiene la cola negra con puntas blancas. Las subespecies del Himalaya tienen una cresta más prominente y son más estriados en la parte inferior. La subespecie intermedius del Himalaya occidental tiene la cabeza negra y el negro se extiende hasta la mitad del pecho. La población bengalensis del Himalaya central y oriental y la llanura del Ganges tiene una capucha oscura, carece del patrón escamado en la parte inferior y tiene estrías oscuras en parte pálida del vientre. La subespecie stanfordi de las colinas del sur de Assam es similar a la raza intermedius. La forma desértica humayuni tiene una capa de color marrón claro. La subespecie nominal cafer se encuentra en la India continental. La subespecie del noreste de la India wetmorei tiene un aspecto intermedio entre cafer, humayuni y bengalensis. Mide unos 20 cm de longitud, con una larga cola. La subespecie de Sri Lanka haemorrhous (=haemorrhousus) tiene una capa oscura con bordes pálidos. La subespecie humayuni es conocida por hibridarse con Pycnonotus leucogenys, estos híbridos una vez fueron descritos como una subespecie magrathi caracterizada por su rabadilla pálida y la cloaca de color amarillo anaranjado. En el este de Birmania existe cierta hibridación natural con Pycnonotus aurigaster.

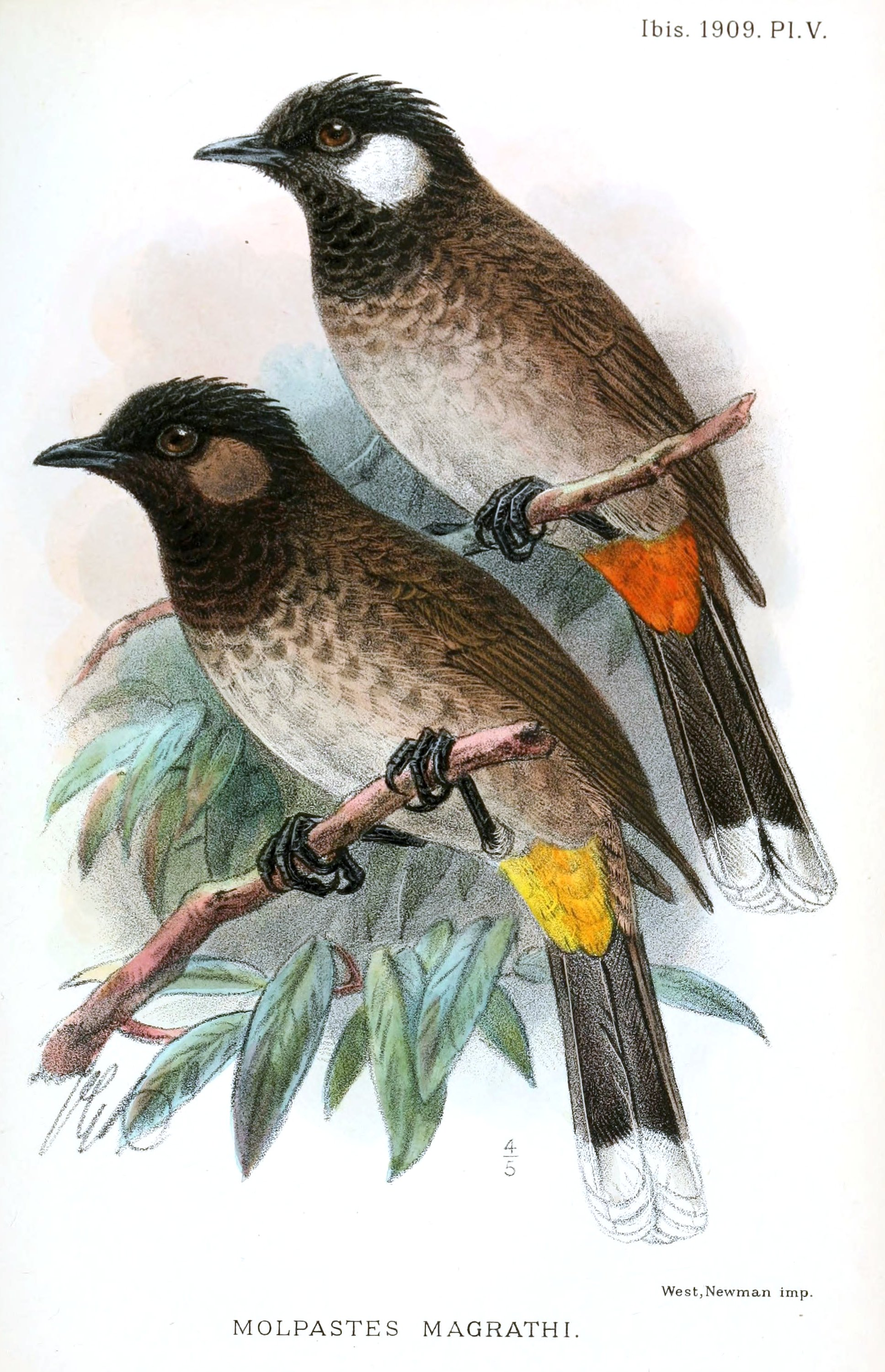
P. leucogenys x P. c. humayuni hybrid (magrathi)

Ambos sexos son similares en apariencia, pero los juveniles presenan un patrón más apagado que los adultos. Se han observado individuos melánicos, así como leucísticos.

## Especie invasora
Ha sido introducido en otras partes del mundo, y se ha establecido en la naturaleza en varias islas del Pacífico, incluyendo Fiyi, Samoa, Tonga y Hawái. También se ha establecido en algunas partes de Dubái, en los Emiratos Árabes Unidos y Nueva Zelanda. Se incluye en la lista de las 100 especies exóticas invasoras más dañinas del mundo.
En España, debido a su potencial colonizador y constituir una amenaza grave para las especies autóctonas, los hábitats o los ecosistemas, esta especie ha sido incluida en el Catálogo Español de Especies Exóticas Invasoras, regulado por el Real Decreto 630/2013, de 2 de agosto, estando prohibida en España su introducción en el medio natural, posesión, transporte, tráfico y comercio.